# Musica dell'Iran
La musica dell'Iran (Persiano: موسیقی در ایران) o musica della Persia, come comprovato da studi archeologici sulla civiltà di Elam, la più antica cultura nel sud-ovest dell'Iran, ha origini preistoriche.
La musica iraniana oggi oltre a conservare la cosiddetta musica tradizionale persiana ha sviluppato una musica nei nuovi generi: pop, rock, metal, hip hop ed elettronica.
Lo stile di musica iraniano ha influenzato la musica dell'area del Caucaso, dell'Asia Centrale e di quelle nazioni che facevano parte dell'Iran in passato tra cui la musica dell'Armenia, la musica dell'Azerbaijan, la musica della Turchia e la musica del Tagikistan.

## Generi musicali in Iran

### Musica classica persiana
Per musica classica persiana si intende la musica suonata sin dal periodo sasanide, di musicisti come Barbad. Fino al XX secolo, "musiqi-e assil" era ascoltata solamente dalla corte reale, dopo che dinastia Qajar cadde nel 1925, la dinastia Pahlavi finanziò e supportò la musica tradizionale iraniana "Musiqi-e assil" e la rese disponibile al popolo, soprattutto dopo l'introduzione delle musicassette negli anni sessanta.
Dal 1925 al 1979, divennero famosi in questo genere come cantanti: Adíb, Badie zadeh, Gholam-Hossein Banan, Marzeyeh, Hoseyn Ghawami, Taj esfahani, e strumentalisti come Majid Kiani, Haj Ali Akbar khan Shahnazi, Abolhasan Saba, Asghar Bahari, Ahmad Ebadi, Hossein Tehrani, Faramarz Payvar, Ali Tadjvidi, Parviz Yahaghi, Jalil Shahnaz e Hassan Kassai.
Dopo divennero famose invece: Parviz Meshkatian, Kayhan Kalhor, Mohammad Reza Lotfi, Hossein Alizadeh, Dariush Talai, Mohammad-Reza Shajarian, e Shahram Nazeri.

### Musica folklorica iraniana
Le canzoni folkloriche, cerimoniali e popolari dell'Iran potrebbero essere considerate "vernacolari" nel senso che sono conosciute e apprezzate da una parte importante della società (al contrario della musica colta, che si rivolge per lo più a classi sociali più elitarie). La varietà della musica folklorica dell'Iran è spesso scaturita dalla diversità culturale dei gruppi etnici e locali del paese.
Le canzoni popolari iraniane sono classificate in vari temi, compresi quelli di contesti storici, sociali, religiosi e nostalgici. Ci sono anche canzoni popolari che si applicano a occasioni particolari, come matrimoni e raccolti, così come ninne nanne, canzoni per bambini e indovinelli.
Ci sono diversi specialisti di musica folk tradizionale in Iran. Strumentisti e cantanti folk professionisti si esibiscono in eventi formali come i matrimoni. I narratori (naqqāl; gōsān) recitavano poesie epiche, come quella del Šāhnāme, utilizzando forme melodiche tradizionali, intervallate da commenti parlati, pratica che si trova anche nelle tradizioni dell'Asia centrale e dei Balcani. I bakshy (baxši), menestrelli erranti che suonano il dotar, intrattengono il loro pubblico durante le riunioni sociali con ballate romantiche su guerrieri e signori della guerra. Ci sono anche cantori di lamenti (rowze-xān), che recitano versi che commemorano il martirio di figure religiose.
I cantanti iraniani di musica sia classica che popolare possono improvvisare il testo e la melodia all'interno di. modalità musicali codificate. Molte canzoni popolari iraniane hanno il potenziale per essere adattate in tonalità maggiori o minori, e quindi, un certo numero di canzoni popolari iraniane sono state arrangiate per l'accompagnamento orchestrale.
Molte delle antiche canzoni folcloristiche iraniane sono state rivitalizzate grazie a un progetto sviluppato dall'Institute for the Intellectual Development of Children and Young Adults, un istituto culturale ed educativo fondato con il patrocinio dell'ex imperatrice iraniana Farah Pahlavi nel 1965. Sono state prodotte in un raccolta di registrazioni di qualità, eseguite da cantanti professionisti come Pari Zanganeh, Monir Vakili e Minu Javan, e sono stati molto influenti nelle produzioni di musica folk e pop dell'Iran.

### Musica sinfonica persiana

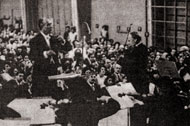
Yehudi Menuhin mentre suona con l'Orchestra Sinfonica di Tehran sotto la direzione di Heshmat Sanjari, 1967

La musica sinfonica persiana ha una lunga storia. Infatti l'Opera si originò in Persia prima che emergesse in Europa. Gli iraniani tradizionalmente si esibivano in Tazeeieh,che in molti aspetti assomiglia all'Opera europea.
I primi pezzi di musica sinfonica persiana sono stati composti da Aminollah Hossein, Parviz Mahmoud e poi da Houshang Ostovar, Samin Baghtcheban, Morteza Hannaneh, Hossein Nassehi, Hossein Dehlavi, Ahmad Pejman, etc.
Ci sono stati anche crescenti sforzi di combinare la musica tradizionale persiana con la musica classica occidentale Davood Azad, tentò di fondere lo stile musicale di Johann Sebastian Bach e la musica classica iraniana.
Le orchestre principali iraniane sono: National Orchestra, Tehran Symphony Orchestra and Melal Orchestra.
In Iran esistono anche noti maestri di musica sinfonica occidentale come Shardad Rohani (Orchestra sinfonica di los Angeles), Lily Afshar (chitarrista classico e studente di Andrés Segovia), Loris Tjeknavorian and Hormoz Farhat (Composer, Ethnomusicologist, Music Professor). 
In 2005, Ali Rahbari, the head of Tehran Symphony Orchestra, performed Beethoven's 9th Symphony in Tehran Vahdat Hall.

### Musica Pop

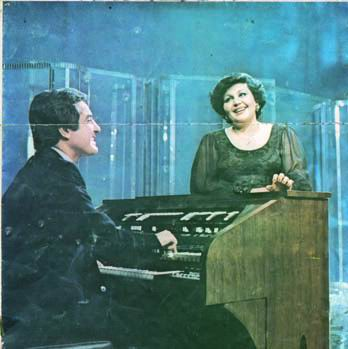
Haydeh e Anoushirvan nella TV nazionale Iraniana inel 1975.

In seguito all'emergere della radio, sotto il regno della dinastia Qajar, iniziò a svilupparsi in Iran una forma autoctona di popular music. In seguito, l'arrivo di nuove influenze occidentali, come l'uso della chitarra e di altri strumenti occidentali, segnò una svolta nella popular music iraniana degli anni '50. La musica pop iraniana è comunemente eseguita da cantanti accompagnati da ensemble elaborati, spesso utilizzando una combinazione di strumenti indigeni iraniani ed europei..
La musica pop iraniana è ampiamente promossa attraverso i mass media, ma ha subito un decennio di proibizione dopo la rivoluzione del 1979. Anche le esibizioni pubbliche sono state vietate, ma sono state occasionalmente consentite dal 1990. Anche la musica pop delle comunità della diaspora iraniana è stata significativa..
Cantanti di musica pop: Dariush Eghbali, 
Ebi,
Siavash Shams, 
Siavash Ghomeyshi, 
Hayedeh, 
Homeira, 
Mahasti, 
Hassan Sattar, 
Shohreh Solati, 
Aref, 
Shahram Shabpareh, 
Leila Forouhar, 
Andy, 
Koros, 
Morteza, 
Shadmehr Aghili,
Mansour,
Moein,
Bijan Mortazavi,
Omid,
Faramarz Aslani,
Habib,
Farhad Mehrad

### Musica Blues e Jazz

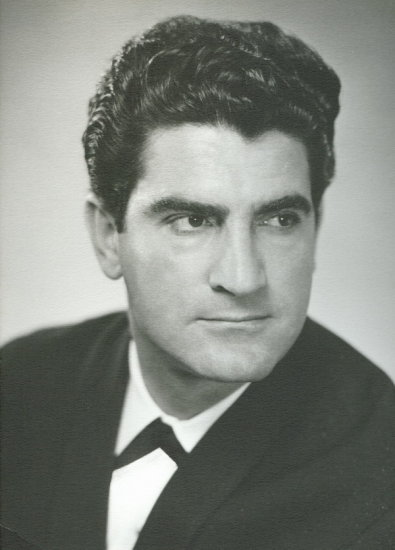
Viguen

La musica jazz entrò nella popular music iraniana grazie ad artisti come Viguen, noto come il "Sultano del jazz" iraniano. La prima canzone di Viguen, Moonlight fu pubblicata nel 1954 e divenne subito un successo radiofonico influenzando la musica jazz successiva.
Anche elementi tipici iraniani, come le forme della musica classica e la poesia, furono incorporati nel jazz iraniano. Rana Farhan, una cantante jazz e blues iraniana che vive a New York, combina la poesia persiana classica con il jazz e il blues moderni. La sua opera più nota, Drunk with Love, è basata su una poesia del famoso poeta persiano del XIII secolo Rumi. Anche gli artisti jazz e blues che lavorano nell'Iran post-rivoluzionario hanno guadagnato una notevole popolarità.

### Musica Rock

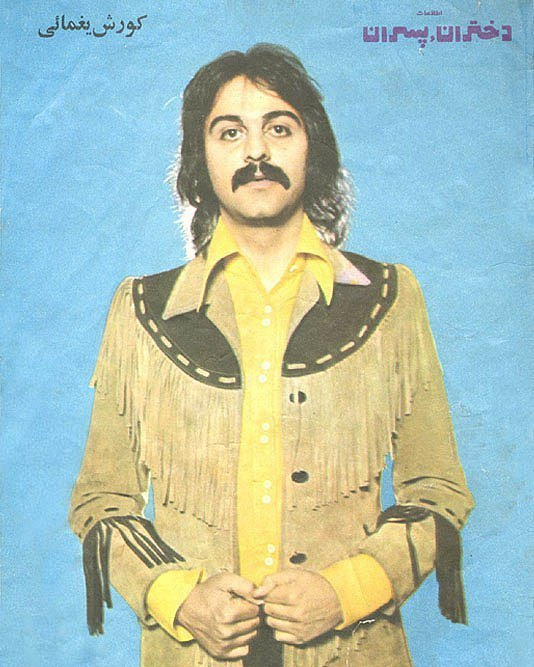
Kourosh Yaghmaei nel 1975

La musica rock è stata introdotta nella popular music iraniana negli anni '60, insieme all'emergere di altri generi musicali coevi dell'Europa occidentale e Stati Uniti. Ben presto la musica rock divenne popolare tra le giovani generazioni, soprattutto nei locali notturni di Teheran. Nell'Iran post-rivoluzionario, molti artisti di musica rock iraniana, pur non essendo ufficialmente sanzionati, dovettero fare affidamento sui mezzi della scena underground prima e su Internet poi.
Nel 2008, la band power metal Angband ha firmato con l'etichetta discografica tedesca Pure Steel Records come prima band metal iraniana a pubblicare a livello internazionale attraverso un'etichetta europea. Avevano collaborazioni con il noto produttore Achim Köhler.

### Musica Hip hop
Con l'introduzione della televisione satellitare in Iran, all'inizio degli anni '90 e il riconoscimento internazionale di artisti statunitensi di questo genere, l'hip hop inizia ad avere un seguito tra i giovani iraniani. L'hip hop iraniano è emerso negli anni 2000, dalla capitale del paese, Teheran. Il movimento è iniziato con artisti underground che registravano mixtape influenzati dalla cultura hip hop americana, e successivamente si è combinato con elementi delle forme musicali autoctone iraniane.
Tra i rapper ufficiali ci sono nomi come Yas, Ho3ein, Zedbazi, Arash, Sogand. Più costretti ad una clandestinità underground sono invece i rapper Hichkas, Kaardo, Bahram Nouraei, Reza Pishro, Fadaei.

## Musica elettronica
- Deep Dish: (Ali "Dubfire" Shirazi e Shahram Tayebi) Washington DC, USA
- DJ Aligator, Danimarca
- Arsi Nami, Los Angeles, Stati Uniti
- Omid 16b (Omid Nourizadeh), Londra (UK)
- Masoud (DJ) Iran

## Strumenti musicali
Un tipico strumento musicale a sei corde viene chiamato tar.